# Schwarzhorn (Mattertal)
Schwarzhorn är ett berg i Schweiz.   Det ligger i distriktet Leuk och kantonen Valais, i den södra delen av landet, 80 km söder om huvudstaden Bern. Toppen på Schwarzhorn är 3 202 meter över havet, eller 359 meter över den omgivande terrängen. Bredden vid basen är 3,1 km.
Terrängen runt Schwarzhorn är huvudsakligen bergig, men den allra närmaste omgivningen är kuperad. Närmaste större samhälle är Visp, 12,8 km nordost om Schwarzhorn. 
I omgivningarna runt Schwarzhorn växer i huvudsak barrskog. Runt Schwarzhorn är det ganska glesbefolkat, med 26 invånare per kvadratkilometer.